# ویکی‌پدیای ونتی
ویکی‌پدیای ونیزی (ونتی)، نسخه زبان ونیزی وب‌گاه ویکی‌پدیا است.
این دانشنامه تا ۱۰ اکتبر ۲۰۱۱ با بیش‌از ۹,۱۰۰ مقاله در رده صدونهم‌ ویکی‌پدیاها قرار گرفته‌است.